# ایران در جنگ بزرگ ۱۹۱۴–۱۹۱۸
ایران در جنگ بزرگ ۱۹۱۴–۱۹۱۸ کتابی از احمدعلی (مورخ الدوله) سپهر است که در سال ۱۳۳۶ منتشر و برندهٔ جایزه کتاب سال سلطنتی شد.

## محتوا
این کتاب به وقایع مربوط به اوضاع ایران در طی جنگ جهانی اول و آنچه در فاصله سال‌های ۱۹۱۴ تا ۱۹۱۸ میلادی بر جهان و به ویژه بر ایران گذشته‌ است، می‌پردازد.
این کتاب از معدود منابع دست اول مربوط به تاریخ ایران در دوران جنگ جهانی است و به لحاظ این که مؤلف آن از دست‌اندرکاران اصلی وقایع روز به‌شمار می‌آمده و در روزگار بروز وقایع کتاب، منشی اول سفارت امپراتوری آلمان در تهران بوده‌است، حائز اهمیت بسیار محسوب می‌شود.
در این کتاب که البته تاریخ تحریر آن چند سال بعد از جنگ جهانی دوم است، به عناوینی چون: آغاز جنگ بین‌الملل و مقایسه دو جنگ، سال‌های قبل از شروع جنگ، تاجگذاری محمدعلیشاه و… به تفصیل پرداخته شده‌است.
کتاب ایران در جنگ بزرگ نخستین بار در سال ۱۳۳۶ ش در ۵۱۸ صفحه با قطع رحلی به چاپ رسیده و پس از آن یک نوبت تجدید چاپ شده‌ است.